# Kévin Danois
Kévin Danois (Basse-Terre, 28 giugno 2004) è un calciatore francese, centrocampista dell'Auxerre.

## Carriera

### Club
Danois è cresciuto nel settore giovanile dell'Auxerre, con cui ha firmato il primo contratto professionistico nel luglio del 2021. Ha debuttato in prima squadra il 9 aprile 2023 nell'incontro di Ligue 1 vinto 3-0 contro l'Ajaccio ed ha segnato il suo primo gol il 9 dicembre seguente in Coppa di Francia contro il Saint-Meziery.

### Nazionale
Ha giocato nelle nazionali giovanili francesi Under-16 ed Under-18.

## Statistiche

### Presenze e reti nei club
Statistiche aggiornate al 19 aprile 2025
| Stagione         | Squadra          | Campionato       | Campionato | Campionato | Coppe nazionali | Coppe nazionali | Coppe nazionali | Coppe continentali | Coppe continentali | Coppe continentali | Altre coppe | Altre coppe | Altre coppe | Totale | Totale | Totale |
| Stagione         | Squadra          | Comp             | Pres       | Reti       | Comp            | Pres            | Reti            | Comp               | Pres               | Reti               | Comp        | Pres        | Reti        | Pres   | Reti   |        |
| ---------------- | ---------------- | ---------------- | ---------- | ---------- | --------------- | --------------- | --------------- | ------------------ | ------------------ | ------------------ | ----------- | ----------- | ----------- | ------ | ------ | ------ |
| 2021-2022        | Auxerre 2        | N2               | 20         | 1          | -               | -               | -               | -                  | -                  | -                  | -           | -           | -           | 20     | 1      |        |
| 2022-2023        | Auxerre 2        | N2               | 14         | 2          | -               | -               | -               | -                  | -                  | -                  | -           | -           | -           | 14     | 2      |        |
| 2023-2024        | Auxerre 2        | N2               | 11         | 1          | -               | -               | -               | -                  | -                  | -                  | -           | -           | -           | 11     | 1      |        |
| Totale Auxerre 2 | Totale Auxerre 2 | Totale Auxerre 2 | 45         | 4          |                 | -               | -               |                    | -                  | -                  |             | -           | -           | 45     | 4      |        |
| 2022-2023        | Auxerre          | L1               | 1          | 0          | CF              | 1               | 0               | -                  | -                  | -                  | -           | -           | -           | 2      | 0      |        |
| 2023-2024        | Auxerre          | L2               | 9          | 1          | CF              | 2               | 1               | -                  | -                  | -                  | -           | -           | -           | 11     | 2      |        |
| 2024-2025        | Auxerre          | L1               | 22         | 0          | CF              | 1               | 0               | -                  | -                  | -                  | -           | -           | -           | 23     | 0      |        |
| Totale Auxerre   | Totale Auxerre   | Totale Auxerre   | 32         | 1          |                 | 4               | 1               |                    | -                  | -                  |             | -           | -           | 36     | 2      |        |
| Totale carriera  | Totale carriera  | Totale carriera  | 77         | 5          |                 | 4               | 1               |                    | -                  | -                  |             | -           | -           | 81     | 6      |        |

## Palmarès

### Club

#### Competizioni nazionali
- Campionato francese di seconda divisione: 1

Auxerre: 2023-2024